# 博羅多亞爾西克
49°26′5″N 36°57′2″E / 49.43472°N 36.95056°E
博羅多亞爾斯凱（烏克蘭語：Бородоярське）是位於烏克蘭東部的村莊，由哈爾科夫州伊久姆區的薩溫齊市鎮負責管轄。該村始建於1912年，面積0.36平方公里，海拔高度84米，2001年人口221，人口密度每平方公里607.1人。